# Sociedade Desportiva Serra Futebol Clube
La Sociedade Desportiva Serra Futebol Clube, noto anche semplicemente come Serra, è una società calcistica brasiliana con sede nella città di Serra, nello stato dell'Espírito Santo.

## Storia
Il club è stato fondato il 24 giugno 1930, grazie alla fusione di alcune squadre locali, come il 12 de Outubro, uno dei fondatori fu Arnaldo Ferreira Castelo. Nel 2000, il club ha partecipato alla Copa João Havelange, dove è stato eliminato al primo turno, dopo essere stato inserito nel "Modulo Giallo".

## Palmarès

### Competizioni statali
- Campionato Capixaba: 6

1999, 2003, 2004, 2005, 2008, 2018
- Campeonato Capixaba Série B: 2

1997, 2017
- Copa Espírito Santo: 1

2023

### Altri piazzamenti
- Campeonato Brasileiro Série C:

Terzo posto: 1999
- Copa Centro-Oeste:

Semifinalista: 2001